# 317000 Simonepastore
317000 Simonepastore este o planetă minoră (asteroid), cu un diametru de 1,623 km, din centura de asteroizi. A fost descoperită pe 13 august 2001 la osservatorio astronomico della Montagna Pistoiese⁠(d) de Andrea Boattini⁠(d). 
Obiectul prezintă o orbită caracterizată de o semiaxă mare de 2,6856663417754 UAi, o excentricitate de 0,28246616296334, o înclinație de 12,224154537792 ° în raport cu ecliptica.